# Sami Tchak
Sami Tchak, nom de plume de Sadamba Tcha-Koura, est un écrivain togolais né en 1960. Vivant à Paris depuis 1986, il a publié plusieurs essais et une douzaine de romans dans lesquels il explore principalement le thème de la sexualité et ses diverses expressions transgressives ou socialement réprimées, dans la lignée de Sade et de Georges Bataille. Sociologue de formation, il s'intéresse également aux échanges transculturels, passant de l'Afrique aux continents européen et sud-américain. Son œuvre a reçu de nombreux prix.

## Formation
Sadamba Tcha-Koura est né dans l'ethnie kotokoli à Bowounda, un village du Togo où son père était forgeron. Il fréquente le lycée de Sokodé situé à une dizaine de kilomètres de son village, devient instituteur à Dankour-Nassiégou puis fait une licence de philosophie à l’université du Bénin à Lomé. En 1983, il devient professeur de philosophie au lycée de Sokodé, où il restera trois ans. Il arrive en France en 1986 pour des études de sociologie et obtient son doctorat de la Sorbonne (Paris V) en 1993.
En 1990, dans le cadre de ces études doctorales, il se rend pour dix-huit mois dans la province du Sourou afin d'y faire des recherches sur l'agriculture irriguée, dont sortira Formation d'une élite paysanne (1995). En même temps, il s'intéresse au phénomène de la prostitution des Togolaises — dont certaines provenaient de son propre village — dans les bars de Ouagadougou, ce qui lui donne des matériaux pour son futur livre sur La sexualité féminine en Afrique (1999).
En 1996, il se rend à Cuba pour sept mois de recherches sur la prostitution, dont sortira le livre La Prostitution à Cuba (1999), préfacé par l’écrivain cubain Eduardo Manet). Ces recherches contribueront à alimenter plusieurs de ses romans. Participant au festival littéraire de Mantoue (Italie) en 2008, Sami Tchak reconnaît aussi que la découverte de Cuba et du Mexique à la fin des années 1990 puis du continent et de la littérature sud-américaine — notamment le roman La Ville et les chiens de Vargas Llosa — a influencé ses choix littéraires et lui a ouvert de nouveaux horizons,. Les populations arrivées comme esclaves en ces pays ont en effet conservé des éléments de culture provenant du continent africain. Plusieurs de ses romans se situeront en Amérique latine.

## Parcours d'écriture
Son premier premier roman, Femme infidèle, édité à Lomé en 1988, est un livre militant qui prend nettement position en faveur de la libération de la femme africaine. Le cadre du récit se situe entre Lomé, la capitale, et Tchavadi, petit village au nord du pays où réside le personnage principal et qui est peuplé par l'ethnie Tem de confession musulmane. Dans un univers social traditionnel, Talahatou est contrainte par sa mère d'épouser un homme polygame qu'elle n'aime pas. L'intrigue permet à l'auteur de déployer « un discours réflexif sur l’idéologie du genre qui laisse transparaître une certaine vérité sociale, à laquelle nombre d’hommes refusent de se rendre pour leur confort psychologique ».
Publié sous le nom de Sadamba Tcha-Koura, le livre présente l'auteur en quatrième de couverture comme « l’un des rares auteurs masculins féministes de la littérature négro-africaine. » Sami Tchak reconnaîtra plus tard avoir eu à cette époque « une vision très manichéenne en considérant les hommes comme des bourreaux et les femmes comme leurs victimes ». Cet ouvrage lui a valu de sévères critiques dans son milieu ethnique.
Sami Tchak fait ensuite une longue pause afin de réinventer son écriture en abandonnant toute idée d'engagement et en se nourrissant de la lecture de Sade, Freud et Bataille. Il publie sous son nom de plume un deuxième roman, Place des Fêtes (2001) — devenu un « livre culte » — qui compte 73 courts chapitres consacrés à la « fête » par excellence qu'est la sexualité, dans un « délire transgressif sans bornes » et « d'une imagination débridée ». Tout le récit est porté par un narrateur à la première personne « obsédé par le corps des femmes » et qui, en dépit de sa jeunesse, est dépositaire d'un certain savoir tout en choisissant de rester en marge, « habité par le plaisir de franchir les limites du dicible ». Sami Tchak dit avoir écrit ce livre dans « une sorte de dédoublement ».
Alain Mabanckou juge que ce roman est « le plus iconoclaste de la littérature subsaharienne contemporaine ». Questionné sur la place de la sexualité dans le récit et son côté sulfureux, l'auteur répond : « Dans Place des fêtes, l’élément sexuel n’est pas nécessairement une chose essentielle, bien qu’il soit présent à chaque page : il permet surtout au narrateur de déconstruire les valeurs qu’on lui a inculquées, en ajoutant une dose d’humour à des sujets sérieux. » Ainsi, le désir féminin, que la bienséance réduit à son aspect sentimental, est ici affirmé sans ambages, au même titre que celui de l'homme. La crudité des scènes de sexe vaudra d'ailleurs à l'auteur d'être parfois qualifié d'immoral et de se voir boudé par des universitaires togolais.
Par-delà le motif sexuel, Place des fêtes vise aussi à « tendre un miroir aux immigrés africains, en les invitant à reconnaître leur part de responsabilité dans leurs douleurs d’exilés, dans l’échec de leur projet existentiel, c'est-à-dire à ne pas tout mettre sur le compte du racisme ». Questionné sur cet aspect du roman, Sami Tchak répond par une autre question : « n'y a-t-il pas quelque chose de vrai même dans ces discours dont je me dirais victime? »
Dans Hermina (2003), Tchak propose une intrigue romanesque qui brasse « les obsessions érotiques et les troubles identitaires d'une pléiade de personnages exilés entre le Mexique, Cuba, Haïti, Paris ou Miami », tout en faisant « un pied de nez à la bonne conscience de l'homme blanc et à tous ceux qui se rendent "coupables d'un racisme à l'envers" ». Comme il le reconnaît à propos de ce roman, « j’ai décidé d’étaler, d’exposer avec une certaine vanité une partie de ma bibliothèque. »
Entre 2004 et 2008, Sami Tchak publie trois romans — La fête des masques, 2004 (éditions Gallimard), Le paradis des chiots, 2006, et Filles de Mexico, 2008 (Mercure de France) — qui se déroulent entre Cuba, le Mexique et la Colombie tout en évoquant fréquemment l'Afrique. Le narrateur revient à plusieurs reprises sur « les malheurs particuliers d'une peau » dans un contexte de racisme anti-noir.
À partir de 2011, l'auteur se tourne vers son continent d'origine, l'Afrique, avec Al Capone le Malien qui montre notamment comment « l'argent, le sexe et le pouvoir sont les maîtres absolus, capables de corrompre toutes les politiques ». Ce roman dont les intrigues se déroulent au Cameroun, en Guinée et au Mali, est une sorte de « retour aux sources » qui a été chaleureusement salué en Afrique et loué par J. M. G. Le Clézio. Toutefois, il « n’échappe pas aux traits éminemment transculturels de l’écriture tchakienne [car il] s’inscrit dans le droit fil d’une esthétique amorcée depuis Place des Fêtes. » Comme le note aussi Alain Mabanckou, ce roman « poursuit le projet de l’auteur qui consiste à anéantir les distances, à décortiquer les cultures avec une mise en scène des petites gens tourmentées dans leurs mœurs. »
Cet ouvrage est suivi par L'Ethnologue et le sage qui se passe dans un petit village du Togo. En 2011, La couleur de l'écrivain est « une œuvre à cheval entre fictions narratives et réflexions personnelles [...] qui joue à flouer, par la force de l’écriture, les frontières entre le réel, le rêve et le fantastique, voire le fantasme », constituant « un bilan, une évaluation romancée de son parcours et de sa pensée ». On retrouve la même tonalité personnelle dans Ainsi parlait mon père (2018) et Les fables du moineau (2020), dans lequel l'auteur se fait « fabuliste mais non moraliste ».

Dans Le Continent du tout et du presque rien (2021), Sami Tchak se met dans la peau d'un anthropologue français arrivé au terme de sa carrière et qui médite sur la façon dont on a pensé l'Afrique : « le romancier parvient à convoquer, dans cet ébouriffant exercice d’érudition, nombre de penseurs actuels des sphères académique, politique, économique ou artistique, de Célestin Monga à Achille Mbembe en passant par Aminata Traoré, Felwine Sarr, Romuald Fonkoua et bien d’autres. Invité à un véritable périple intellectuel, le lecteur doit quant à lui démêler le vrai du faux et se faire sa propre opinion. » Selon l'écrivain tunisien Yamen Manaï, « Sami Tchak montre bien le regard vertical de l’Occidental sur les Africains, ce fameux regard de surplomb qui biaise nécessairement les choses. » Ainsi que le dit Sami Tchak : 

« L'ethnologue qui va vers l'autre, les autres, avec en général une vision humaniste, est aussi le produit d'une civilisation qui a établi des verticalités par la violence de la conquête. Mon livre s'inscrit dans cette réflexion sur les circonstances et les enjeux de la rencontre entre l'Occident et les autres qu'il avait colonisés. »

## Réception et prix
Comme le note Kodjo Attikpoé, « À travers un recours systématique au matériau de la sexualité, Sami Tchak construit une poétique, qui, au-delà de son audace transgressive, de son aspect délibérément choquant et provocateur, s’attache à interroger l’existence humaine, à mettre en évidence les misères et les faiblesses de l’Homme. »
- 2004 Grand prix littéraire d'Afrique noire pour son roman La fête des masques[30].
- 2005 Prix Williams Sassine pour sa nouvelle « Vous avez l’heure ? » publié dans Le camp des innocents (CEC + Lansman, 2006)[31].
- 2007 Prix Ahmadou-Kourouma pour son roman Le paradis des chiots[32].
- 2015 Prix Ahmed-Baba pour son roman L’ethnologue et le sage[33].
- 2020 Prix La Renaissance Française pour Les fables du moineau
- 2022 Prix Ivoire pour Le continent du Tout et du presque Rien
- 2024 Prix Cheikh Hamidou Kane pour Mélodie pour une douleur

Nombre de ses livres ont été traduits en italien, espagnol et allemand.

## Publications

### Romans et textes inclassables
- Sadamba Tcha-Koura, Femme infidèle, Lomé, Nouvelles Éditions africaines, 1988 et 2011
- Place des Fêtes : roman, Paris, Gallimard, 2001(traduit en allemand et en espagnol).
- Hermina : roman, Paris, Gallimard, 2003.
- La fête des masques : roman, Paris, Gallimard, 2004 (traduit en italien et en espagnol).
- Le paradis des chiots : roman, Paris, Mercure de France, 2006. Prix Ahmadou-Kourouma, 2007.
- Filles de Mexico : roman, Paris, Mercure de France, 2008.
- Al Capone le Malien : roman, Paris, Mercure de France, 2011.
- L'ethnologue et le sage : roman, Libreville (Gabon), ODEM, 2013, prix Ahmed Baba, 2025
- La couleur de l'écrivain : comédie littéraire, Ciboure, La Cheminante, 2014 (réédition, 2022, éditions Continents, au Togo)
- Ainsi parlait mon père, Jean-Claude Lattès, mars 2018.
- Les fables du moineau, Paris, Gallimard, 2020. Postface d'Ananda Devi. Prix La-Renaissance-française.
- Le duo de l'étoile et de la luciole, Abidjan, Hadassa, 2020, 93 p.
- Le Continent du tout et du presque Rien, Jean-Claude Lattès, 2021 Prix Ivoire 2022 (traduit en allemand).
- Mélodie pour une douleur, Lomé, Continents, 2023, Prix Cheikh Hamidou Kane 2024

### Essais
- Sadamba Tcha-Koura, Formation d'une élite paysanne au Burkina Faso, Paris, L'Harmattan, 1995
- La sexualité féminine en Afrique : domination masculine et libération féminine, Paris, L'Harmattan, 1999.
- La prostitution à Cuba : communisme, ruses et débrouille, L'Harmattan, 1999.
- L'Afrique à l'épreuve du SIDA, Paris, Harmattan, 2000.